# Pierwsza Cieśnina Kurylska
Pierwsza Cieśnina Kurylska (ros. Первый Курильский пролив, Pierwyj Kurilskij proliw) – cieśnina oddzielająca wyspę Szumszu od południowego krańca Kamczatki (przylądka Łopatka). Łączy Morze Ochockie z otwartym Oceanem Spokojnym. Ma około 15 km długości i 12,4 km szerokości, jednak tor wodny jest zwężony przez płycizny do 6,5 km. Głębokość cieśniny wynosi od 25 do 40 m, z wyjątkiem ławicy pośrodku, gdzie głębokość wynosi 5,5 m. W latach 1875–1945 przez cieśninę przebiegała granica rosyjsko-japońska, a później radziecko-japońska. Obecnie cieśnina leży w obrębie administracyjnym obwodu sachalińskiego i Kraju Kamczackiego, stanowiąc między nimi granicę.
Cieśnina jest uważana za niebezpieczną dla żeglugi ze względu na występujące w niej silne wiatry, deszcze, zamiecie, częste mgły, silne prądy morskie, wiry, wysokie fale i długotrwałe martwe fale, a także trzęsienia ziemi i tsunami (do 14 metrów wysokości). Mimo niebezpieczeństw, cieśnina była wykorzystywana już od XVIII wieku do żeglugi pomiędzy zachodnim i wschodnim wybrzeżem Kamczatki. W 1801 roku rosyjska admiralicja wydała zakaz żeglugi przez cieśninę, jednak ze względu na krótszy czas żeglugi wielu kapitanów w dalszym ciągu decydowało się na ryzykowny szlak w pobliżu przylądka Łopatka. W wyniku trudnych warunków nawigacyjnych w rejonie regularnie dochodziło do katastrof morskich. Aby im zapobiec, w 1933 roku, dwa kilometry od przylądka, na jedynym w okolicy wzniesieniu, zbudowano drewnianą ośmiokątną wieżę z automatyczną latarnią acetylenową. Światło znajdowało się na wysokości 52,7 m n.p.m. i było widoczne z odległości do 10,5 mili morskiej (19,4 km; 12,1 mi). W 1957 roku w miejscu starej, drewnianej latarni zainstalowano nową wieżę świetlną, która funkcjonuje do dziś. Latarnia ma postać okrągłej, żeliwnej wieży o wysokości 29 metrów, pomalowanej w poziome czerwono-białe pasy. Światło latarni znajduje się na wysokości 73 m n.p.m..